# ホンダ・セイバー
セイバー（SABER）は、本田技研工業がかつて生産・販売していた高級セダンである。
ビガーの後継モデルであり、2代目および3代目インスパイアの姉妹車である。

## 初代 UA1/2/3型（1995-1998年）
1995年2月23日、 2代目インスパイアの姉妹車・ビガーの後継車として誕生。先代モデルにあたるビガーと同じく、エンジンをフロントミッドシップ位置に搭載したFFハードトップ仕様である。ビガーのワイド&ローのシルエットが踏襲されたが、より居住性アップが求められたアメリカ市場からの要望に応じてビガーよりも一回り大型化されている。アメリカではホンダの高級車ブランド「アキュラ」にて、アキュラ・TLとして販売された。搭載されたエンジンは2.0LのG20A型と2.5LのG25A型で、主力のG25A型は「25G」と「25XG」に搭載のレギュラー仕様180 PS、「25S」に搭載のハイオク仕様190 PS、の2種類があった。
1995年7月6日、レジェンドと同じV型6気筒のC32A型を搭載した「32V」を追加。V6エンジン搭載に伴い、フロントセクションもレジェンドのシャシーを流用した専用設計となり、全長・全幅ともに多少大型化している。インテリアでは自発光式メーターや天然木パネルが採用され、質感が向上した。
1996年11月8日、マイナーモデルチェンジ。運転席・助手席エアバッグやABSなどの安全装備を全車標準装備し、同時にカーナビはVICS対応型の立体地図タイプに変更された。
1998年9月生産終了。在庫対応分のみの販売となる。
1998年10月、2代目と入れ替わる形で販売終了。新車登録台数の累計は2万2783台。

## 2代目 UA4/5型（1998-2003年）
1998年10月15日、先代登場から3年8か月という短期間で、姉妹車インスパイアとともにフルモデルチェンジ。発売はインスパイアから1週間遅れの10月23日とされた。生産はアメリカのオハイオ州にあるHAM（ホンダ・オブ・アメリカ・マニュファクチャリング）メアリズビル工場で行われ、日本国内へ逆輸入するという形を取る。このモデルからベルノ店に加えプリモ店でも販売されるようになった。
ボディサイズは全高がわずかに高くなったことを除いて先代とほぼ同等であるが、ねじり剛性、曲げ剛性が先代に比べ大幅に向上されている。搭載エンジンはすべてV型6気筒で、新開発のJ25A型とJ32Aの2種類。直列5気筒エンジンおよびフロントミッドシップレイアウトは廃止された。トランスミッションは、マニュアルシフトが可能なSマチックが装備された4速ATである。
グレード展開は225PSのJ32Aを搭載するモデルが「32V」、200PSのJ25A搭載モデルが「25V」、「25V」にDVDナビが装備されたモデルが「25V-NAVI」の3グレード。32Vはナビを標準装備する。インスパイアとの相違点はフロントグリルが縦基調、リアウインカー色がインスパイアはクリアだが有色、アルミホイールのデザイン、リアの車名エンブレム。これら以外に大きな差異はなく、グレード体系や車両価格もインスパイアと同様の設定とされた。
1999年11月18日、安全装備を充実させる一部改良が実施される。
2001年4月4日、マイナーチェンジ。トランスミッションが4速ATから5速ATへ変更され、燃費と加速性性能が向上した。フェイスリフトを受けデザインが一部変更されているが、格子状グリルはそのまま維持された。
2003年6月、4代目インスパイアの発売の際に統合される形で生産・販売終了。ベルノ店・プリモ店では4代目インスパイアをセイバーの代わりに取り扱うようになった（のちに販売網の再編でHonda Cars店となる）。

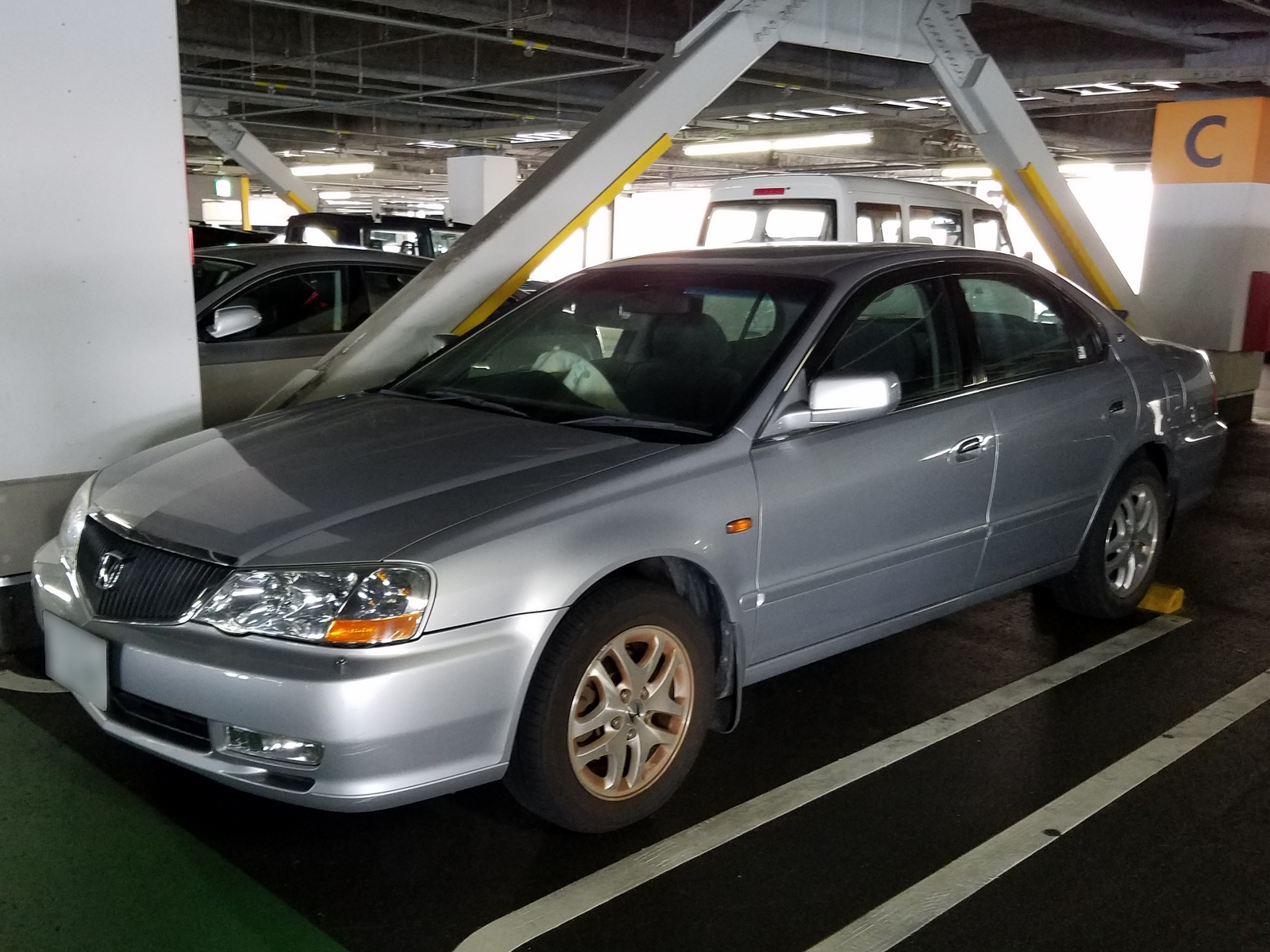
ベースグレード（後期型）
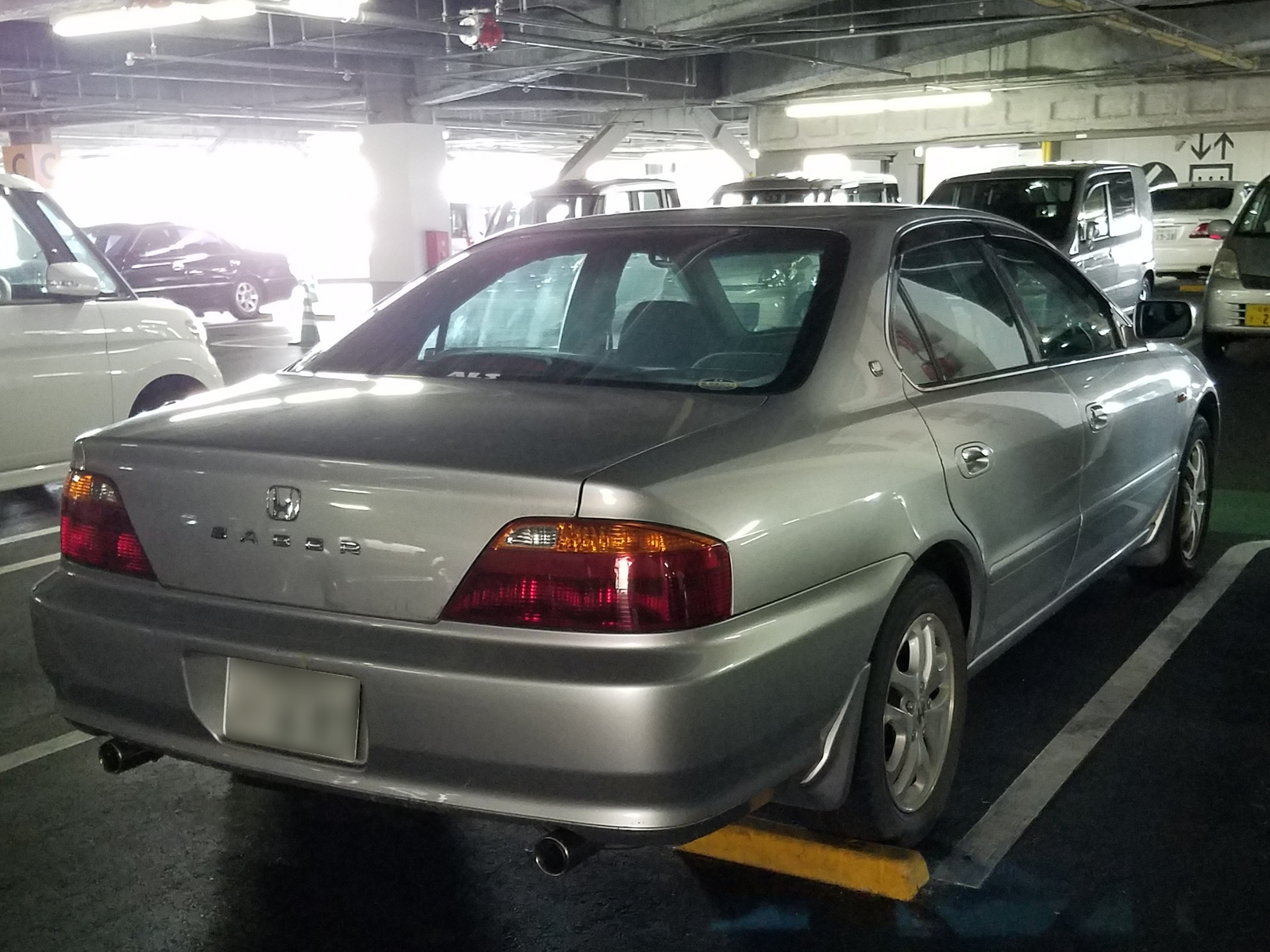
ベースグレード（後期型）

## 搭載エンジン

### 初代
ホンダ・G20A型
- エンジン種類: 水冷直列5気筒縦置き
- 弁機構: SOHCベルト駆動 吸気2 排気2
- 総排気量: 1,996 cc
- 内径×行程: 82.0 mm × 75.6 mm
- 圧縮比: 9.3:1
- 最高出力: 160 PS @ 6,700 rpm
- 最大トルク: 19.0 kgf·m @ 4,000 rpm
- 燃料供給装置形式: 電子制御燃料噴射式（ホンダPGM-FI）
- 使用燃料種類: 無鉛レギュラーガソリン
- 燃料タンク容量: 65 L

ホンダ・G25A型
- エンジン種類: 水冷直列5気筒縦置き
- 弁機構: SOHCベルト駆動 吸気2 排気2
- 総排気量: 2,451 cc
- 内径×行程: 85.0 mm × 86.4 mm
- 圧縮比: 9.3:1（レギュラー仕様）、10.0:1（プレミアム仕様）
- 最高出力: 180 PS @ 6,500 rpm（レギュラー仕様）、190 PS @ 6,500 rpm（プレミアム仕様）
- 最大トルク: 23.0 kgf·m @ 3,800 rpm（レギュラー仕様）、24.2 kgf·m @ 3,800 rpm（プレミアム仕様）
- 燃料供給装置形式: 電子制御燃料噴射式（ホンダPGM-FI）
- 使用燃料種類: 無鉛レギュラーガソリン、無鉛プレミアムガソリン
- 燃料タンク容量: 初代G20A型を参照

ホンダ・C32A型
- エンジン種類: 水冷V型6気筒縦置き
- 弁機構: SOHCベルト駆動 吸気2 排気2
- 排気量: 3,206 cc
- 内径×行程: 90.0 mm × 84.0 mm
- 圧縮比: 10.0:1
- 最高出力: 210 PS @ 5,300 rpm
- 最大トルク: 30.0 kgf·m @ 4,500 rpm
- 燃料供給装置形式: 電子制御燃料噴射式（PGM-FI）
- 使用燃料種類: 無鉛プレミアムガソリン
- 燃料タンク容量: 初代G20A型を参照

### 2代目
ホンダ・J25A型
- エンジン種類: 水冷V型6気筒横置き
- 弁機構: SOHCベルト駆動 吸気2 排気2 VTEC
- 総排気量: 2,495 cc
- 内径×行程: 86.0 mm × 71.6 mm
- 圧縮比: 10.5:1
- 最高出力: 200 PS @ 6,200 rpm
- 最大トルク: 24.5 kgf·m @ 4,600 rpm
- 燃料供給装置形式: 電子制御燃料噴射式（ホンダPGM-FI）
- 使用燃料種類: 無鉛プレミアムガソリン
- 燃料タンク容量: 65 L

ホンダ・J32A型
- エンジン種類: 水冷V型6気筒横置き
- 弁機構: SOHCベルト駆動 吸気2 排気2 VTEC
- 総排気量: 3,210 cc
- 内径×行程: 89.0 mm × 86.0 mm
- 圧縮比: 9.8:1（標準仕様）、10.5:1（TYPE-S）
- 最高出力: 225 PS @ 5,500 rpm（標準仕様）、260 PS @ 6,100 rpm（TYPE-S）
- 最大トルク: 30.0 kgf·m @ 4,500 rpm（標準仕様）、32.0 kgf·m @ 3,500 rpm（TYPE-S）
- 燃料供給装置形式: 電子制御燃料噴射式（ホンダPGM-FI）
- 使用燃料種類: 無鉛プレミアムガソリン
- 燃料タンク容量: 2代目J25A型を参照

## 車名の由来
英語で「剣」（サーベル）の意味。「研ぎ澄まされた性能で、鋭く、誇り高き存在を目指す」という意味で名づけられた。

## 取扱販売店
- ベルノ店
- プリモ店（2代目のみ）